# Fri från synden
Fri från synden är en psalmtext i den laestadianska andan.
Sångens ursprung: text av Fredrik Natanael Beskow 1883. Publicerad i Sionstoner 1889. [källa behövs]
Översatt till finska av Hilja Haahti 1920, Synnit poissa, autuutta oi.
Översatt till svenska från den finska versionen av Elis Sjövall.
Vers 2 skriven av Ellis Sjövall 1951, vers 3 av Hilja Haati 1920, vers 4 av Niilo Rauhala 2013 och vers 5 av Matthew Keranen år 2020.

## Publicerad i
- Sions Sånger 1951 nr 46
- Sions Sånger 1981, som nr 175 under rubriken "Tack och lov".